# بارينغتون دانيلز باركر، الابن
بارينغتون دانيلز باركر، الابن (بالإنجليزية: Barrington Daniels Parker Jr.)‏ (و. 1943 – م)هو محامي، وقاضي من الولايات المتحدة الأمريكية . ولد في واشنطن العاصمة .

## التعليم
تعلم في جامعة ييل، وكلية ييل للحقوق.